# Liste der Naturdenkmale in Ludwigsfelde

Wappen von Ludwigsfelde

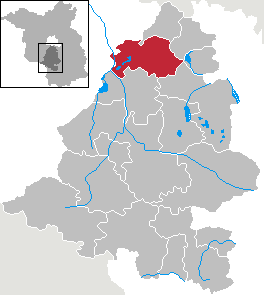
Lage von Ludwigsfelde

Die Liste der Naturdenkmale in Ludwigsfelde enthält alle Naturdenkmale der brandenburgischen Stadt Ludwigsfelde und ihrer Ortsteile, welche durch Rechtsverordnung geschützt sind. Naturdenkmäler sind Einzelschöpfungen der Natur, deren Erhaltung wegen ihres beeindruckenden Aussehen, ihrer Seltenheit, ihren Alter oder ihrer Eigenart sowie ihrer ökologischen, wissenschaftlichen, geschichtlichen, volks- oder heimatkundlichen Bedeutung im öffentlichen Interesse liegt oder den Landschaftsraum prägen. Grundlage sind die Veröffentlichungen des Landkreises Teltow-Fläming, wo durch die entsprechenden staatlichen Behörden per Rechtsverordnung oder Gesetz die Naturdenkmale festgesetzt wurden. Dabei wird durch die Festsetzung in 4 verschiedene Kategorien unterschieden:
- Bäume - „Bäume, Baumreihen, Baumgruppen, Alleen, Relikte natürlicher Wälder“[3]
- Findlinge[4]
- Naturdenkmal nass - „Hohlformen, Quellen/Salzaustritte, Moore, Moorseen, Feuchtwiesen, natürliche Bachläufe“[5]
- Naturdenkmal trocken - „Erosionsrinnen, Trockentäler, Dünen, Trockenhänge, Heiden, Erdfälle, Trockenrasen“[6]

## Legende
In den Spalten befinden sich folgende Informationen:
- Nr.: Identifizierungsnummer nach veröffentlichter Liste. Sie wird von der unteren Naturschutzbehörde des Landkreises oder der kreisfreien Stadt vergeben. Wenn sie bekannt ist, wird sie angegeben. In dieser Spalte kann sich zusätzlich das Wort Wikidata befinden, der entsprechende Link führt zu Angaben zu diesem Naturdenkmal bei Wikidata.
- Bezeichnung: Benennung des Naturdenkmals, in der Regel wird bei Bäume die Baumart genannt. Bekannte Eigennamen werden mit angegeben.
- Gemarkung: Ort oder Gemarkung, in der sich das Naturdenkmal befindet
- Lage: Nennt die Lage des Naturdenkmals im jeweiligen Ortsteil und die geografischen Koordinaten des Naturdenkmals. Link zu einem Kartenansichtstool, um Koordinaten zu setzen. In der Kartenansicht sind Naturdenkmale ohne Koordinaten mit einem roten beziehungsweise orangen Marker dargestellt und können in der Karte gesetzt werden. Denkmale ohne Bild sind mit einem blauen bzw. roten Marker gekennzeichnet, Denkmale mit Bild mit einem grünen beziehungsweise orangen Marker.
- Beschreibung: die Beschreibung des Naturdenkmales
- Schutzzweck: Erläutert den Grund der Unterschutzstellung
- Bild: Zeigt ein Bild des Naturdenkmales und gegebenenfalls ein Link zu weiteren Fotos im Medienarchiv Wikimedia Commons

## Ahrensdorf

### Bäume
| Bild                                    | Bezeichnung                                   | Lage                                                                                                   | Beschreibung | Schutzzweck                                          | Nummer                                  |
| --------------------------------------- | --------------------------------------------- | --- | ------------ | ---------------------------------------------------- | --------------------------------------- |
| Direkt Bild zu diesem Denkmal hochladen | Friedenseiche (Baum)                          | Ahrensdorf, Dorfaue, O Kirche; Flur 3, Flurstück 58, 57 ()                                             | ehemalig     | Schönheit (Ortsbild), Landeskundliche Bedeutung      | Blattnummer: 394, Registernummer: B0607 |
| Direkt Bild zu diesem Denkmal hochladen | Kopfweiden (Baumreihe)                        | Ahrensdorf, Weg nach Ludwigsfelde, O des Ortes; Flur 3, Flurstück 284 ()                               | ehemalig     | Eigenart (Alter, Größe), Schönheit (Landschaftsbild) | Blattnummer: 393, Registernummer: B0609 |
| BW                                      | Säuleneiche (Quercus robur Fastigiata) (Baum) | Ahrensdorf, Dorfplatz, Abzweigung nach Gröben; Flur 3, Flurstück 53 (52° 18′ 49,1″ N, 13° 12′ 15,1″ O) |              | Wissenschaftliche Bedeutung (Dendrologie)            | Blattnummer: 332, Registernummer: B0763 |
| Direkt Bild zu diesem Denkmal hochladen | Neun Kopfweiden (Baumreihe)                   | Ahrensdorf, 0,5 km S Kirche, Str. nach Gröben; Flur 3, Flurstück 374, 373, 369 ()                      | ehemalig     | Eigenart (Alter), Landeskundliche Bedeutung          | Blattnummer: 382, Registernummer: B0835 |

## Genshagen

### Bäume
| Bild | Bezeichnung                                  | Lage | Beschreibung | Schutzzweck                                          | Nummer                                  |
| ---- | -------------------------------------------- | --- | ------------ | ---------------------------------------------------- | --------------------------------------- |
| BW   | Stieleiche (Quercus robur) (Baum)            | Genshagen, N des Ortes an der B101, ggü. Abzweig Waldstraße; Flur 2, Flurstück 17/7, 17/15, 465 (52° 19′ 18,9″ N, 13° 18′ 17,9″ O) |              | Eigenart (Alter, Größe), Schönheit (Landschaftsbild) | Blattnummer: 337, Registernummer: B0667 |
| BW   | Linde (Tilia spec.) (Baum)                   | Genshagen, Postillionsweg in Höhe Fasanengarten; Flur 2, Flurstück 15/3 (52° 19′ 11,8″ N, 13° 18′ 46,4″ O)                         |              | Eigenart (Alter, Größe), Landeskundliche Bedeutung   | Blattnummer: 338, Registernummer: B0668 |
| BW   | Stieleiche (Quercus robur) (Baum)            | Genshagen, Park östlich am Teich; Flur 1, Flurstück 29/3 (52° 18′ 49,1″ N, 13° 19′ 23,3″ O)                                        |              | Eigenart (Alter, Größe)                              | Blattnummer: 334, Registernummer: B0669 |
| BW   | Stieleiche (Quercus robur) (Baum)            | Genshagen, Postweg zwischen Fasanengarten und Park; Flur 1, Flurstück 16 (52° 19′ 6,7″ N, 13° 18′ 51,5″ O)                         |              | Eigenart (Alter, Größe), Schönheit (Landschaftsbild) | Blattnummer: 335, Registernummer: B0762 |
| BW   | Rosskastanie (Aesculus hippocastanum) (Baum) | Genshagen, Park; Flur 1, Flurstück 29/3 (52° 18′ 52,6″ N, 13° 19′ 9,9″ O)                                                          |              | Eigenart (Alter, Größe, Ausbildungsform)             | Blattnummer: 336, Registernummer: B0947 |

## Gröben

### Bäume
| Bild                                    | Bezeichnung                               | Lage | Beschreibung | Schutzzweck                               | Nummer                                  |
| --------------------------------------- | ----------------------------------------- | --- | ------------ | ----------------------------------------- | --------------------------------------- |
| Direkt Bild zu diesem Denkmal hochladen | Esskastanie (Baum)                        | Gröben, 2,0 km W Kirche, Weinberg am Siethener See; Flur 3, Flurstück 31 ()                                                                                  | ehemalig     | Wissenschaftliche Bedeutung (Dendrologie) | Blattnummer: 384, Registernummer: B0838 |
| BW                                      | 7 Stieleiche (Quercus robur) (Baumgruppe) | Jütchendorf; Gröben, 1,2 km W Kirche, Siethener See, westseits; Flur 2; 3 und 4, Flurstück 338/36, 397; 31, 28/4 und 16, 42 (52° 17′ 0,1″ N, 13° 11′ 7,5″ O) |              | Eigenart (Alter, Größe)                   | Blattnummer: 341, Registernummer: B0839 |
| BW                                      | 3 Stieleiche (Quercus robur) (Baumgruppe) | Gröben und Siethen, 2,4 km WNW Kirche, Siethener See, Nordwestufer; Flur 3 und 9, Flurstück 31 und 3/4 (52° 17′ 26,4″ N, 13° 12′ 0,1″ O)                     |              | Eigenart (Alter, Größe)                   | Blattnummer: 340, Registernummer: B0842 |
| Direkt Bild zu diesem Denkmal hochladen | Eschenallee (Allee)                       | Gröben, 1,7 km W Kirche, Straße zum Kietz; Flur 5, Flurstück 5 ()                                                                                            | ehemalig     | Wissenschaftliche Bedeutung (Dendrologie) | Blattnummer: 403, Registernummer: B0765 |

## Groß Schulzendorf

### Bäume
| Bild                                    | Bezeichnung               | Lage                                                                   | Beschreibung | Schutzzweck                               | Nummer                                  |
| --------------------------------------- | ------------------------- | ---------------------------------------------------------------------- | ------------ | ----------------------------------------- | --------------------------------------- |
| Direkt Bild zu diesem Denkmal hochladen | Ulme (Baum)               | Groß Schulzendorf, Straße nach Wietstock; Flur 6, Flurstück 58/1 ()    | ehemalig     | Eigenart (Alter), Seltenheit              | Blattnummer: 396, Registernummer: B0855 |
| Direkt Bild zu diesem Denkmal hochladen | Maulbeerhecke (Baumreihe) | Groß Schulzendorf, Straße nach Jühnsdorf; Flur 3, Flurstück 155, 38 () | ehemalig     | Wissenschaftliche Bedeutung (Dendrologie) | Blattnummer: 399, Registernummer: B0782 |

### Naturdenkmale Nass
| Bild | Bezeichnung                         | Lage                                                                                        | Beschreibung | Schutzzweck                | Nummer                                 |
| ---- | ----------------------------------- | ------------------------------------------------------------------------------------------- | ------------ | -------------------------- | -------------------------------------- |
| BW   | Schulzendorfer Röthpfuhl (Hohlform) | Groß Schulzendorf, 1,1 km SO Kirche; Flur 4, Flurstück 101 (52° 15′ 58″ N, 13° 21′ 53,5″ O) |              | Naturgeschichtliche Gründe | Blattnummer: 86, Registernummer: N0085 |

## Kerzendorf

### Bäume
| Bild                                    | Bezeichnung                                              | Lage                                                                                      | Beschreibung | Schutzzweck                           | Nummer                                  |
| --------------------------------------- | -------------------------------------------------------- | ----------------------------------------------------------------------------------------- | ------------ | ------------------------------------- | --------------------------------------- |
| BW                                      | Dorfeiche Kerzendorf - Stieleiche (Quercus robur) (Baum) | Kerzendorf, Dorfplatz, S Kirche; Flur 1, Flurstück 536 (52° 16′ 12,1″ N, 13° 16′ 50,9″ O) |              | Ausbildungsform, Schönheit (Ortsbild) | Blattnummer: 342, Registernummer: B0780 |
| Direkt Bild zu diesem Denkmal hochladen | Laubbaumallee (Allee)                                    | Kerzendorf, 0,4 km N Kirche, ehem. Weg nach Ludwigsfelde; Flur 1, Flurstück 368 ()        | ehemalig     | Schönheit (Landschaftsbild)           | Blattnummer: 400, Registernummer: B0781 |

## Löwenbruch

### Bäume
| Bild                                    | Bezeichnung            | Lage                                                            | Beschreibung | Schutzzweck                                                                          | Nummer                                  |
| --------------------------------------- | ---------------------- | --------------------------------------------------------------- | ------------ | ------------------------------------------------------------------------------------ | --------------------------------------- |
| Direkt Bild zu diesem Denkmal hochladen | Linden (Baumgruppe)    | Löwenbruch, S Gutshaus; Flur 3, Flurstück 79, 276 (hist. 81) () | ehemalig     | Eigenart (Alter, Größe), Schönheit (Ortsbild)                                        | Blattnummer: 385, Registernummer: B0673 |
| Direkt Bild zu diesem Denkmal hochladen | Stieleiche (Baum)      | Löwenbruch, Feuerwehrhaus; Flur 3, Flurstück 285 (hist. 93) ()  | ehemalig     | Eigenart (Alter, Ausbildungsform), Schönheit (Ortsbild)                              | Blattnummer: 395, Registernummer: B0840 |
| Direkt Bild zu diesem Denkmal hochladen | Apfelbaumallee (Allee) | Löwenbruch, 0,4 km NW Kirche; Flur 1, Flurstück 79 ()           | ehemalig     | Eigenart (Alter), Schönheit (Landschaftsbild), Seltenheit, Landeskundliche Bedeutung | Blattnummer: 380, Registernummer: B0841 |

## Ludwigsfelde

### Bäume
| Bild                                    | Bezeichnung                             | Lage | Beschreibung | Schutzzweck                                                                                | Nummer                                  |
| --------------------------------------- | --------------------------------------- | --- | ------------ | ------------------------------------------------------------------------------------------ | --------------------------------------- |
| Weitere Bilder Fotos hochladen          | Eiben (Baumgruppe)                      | Ludwigsfelde, Struveshof, Gelände des PLIB; Flur 14, Flurstück 159 (hist. 5/8) (52° 19′ 15″ N, 13° 13′ 49″ O) | ehemalig     | Eigenart (Alter, Größe)                                                                    | Blattnummer: 383, Registernummer: B0674 |
| Weitere Bilder Fotos hochladen          | Eiche (Baum)                            | Ludwigsfelde, S Bahnunterführung, S Bhf.; Flur 5, Flurstück 275 ()                                            | ehemalig     | Eigenart (Alter, Größe)                                                                    | Blattnummer: 386, Registernummer: B0676 |
| BW                                      | Drei Linden (Tilia spec.) (Baumgruppe)  | Ludwigsfelde, Potsdamer Straße, Nähe Post; Flur 4, Flurstück 224, 239 (52° 17′ 55,2″ N, 13° 15′ 49,7″ O)      |              | Eigenart (Alter, Größe), Schönheit (Ortsbild)                                              | Blattnummer: 343, Registernummer: B0758 |
| Direkt Bild zu diesem Denkmal hochladen | Kiefer (Baum)                           | Ludwigsfelde, Ernst-Thälmann-Straße; Flur 9, Flurstück 176, (161) ()                                          | ehemalig     | Eigenart (Alter, Größe, Ausbildungsform), Schönheit (Ortsbild), Naturhistorische Bedeutung | Blattnummer: 387, Registernummer: B0760 |
| BW                                      | Geweihbaum (Gymnocladus dioicus) (Baum) | Ludwigsfelde, Struveshof, Gelände des PLIB; Flur 14, Flurstück 176 (52° 19′ 14,6″ N, 13° 13′ 52,5″ O)         | ehemalig     | wissenschaftliche Gründe (dendrologisch)                                                   | Blattnummer: 345, Registernummer: B0925 |

### Findlinge
| Bild                                    | Bezeichnung | Lage                                                                                | Beschreibung | Schutzzweck                                                | Nummer                                 |
| --------------------------------------- | ----------- | ----------------------------------------------------------------------------------- | ------------ | ---------------------------------------------------------- | -------------------------------------- |
| Direkt Bild zu diesem Denkmal hochladen | Findling    | Ludwigsfelde, Struveshof, Gelände des PLIB; Flur 14, Flurstück 159 (histor. 5/8) () | ehemalig     | Erdgeschichtliche Bedeutung, Naturgeschichtliche Bedeutung | Blattnummer: 32, Registernummer: F0608 |

## Siethen

### Bäume
| Bild                                    | Bezeichnung                       | Lage | Beschreibung                                        | Schutzzweck                                            | Nummer                                  |
| --------------------------------------- | --------------------------------- | --- | --------------------------------------------------- | ------------------------------------------------------ | --------------------------------------- |
| BW                                      | Stieleiche (Quercus robur) (Baum) | Siethen, 2,1 km SO Kirche, Thyrower Winkel; Flur 5, Flurstück 15/1, 25 (52° 16′ 23,7″ N, 13° 14′ 4,5″ O)        | Bilder bei Monumentale Bäume und Monumentale Eichen | Eigenart (Alter, Größe), Schönheit (Landschaftsbild)   | Blattnummer: 348, Registernummer: B0764 |
| BW                                      | Stieleiche (Quercus robur) (Baum) | Siethen, 1,3 km SSW Kirche; Flur 7, Flurstück 6/2, 6/3 (52° 16′ 21,1″ N, 13° 12′ 15,6″ O)                       | Bilder bei Baumkunde                                | Eigenart (Alter, Größe), Schönheit (Landschaftsbild)   | Blattnummer: 346, Registernummer: B0836 |
| Direkt Bild zu diesem Denkmal hochladen | Drei Stieleichen (Baumgruppe)     | Siethen, 1,2 km SO Kirche, SW Ufer Siethener See, Jütchendorfer Chaussee 14 u. 15; Flur 9, Flurstück 32, 3/4 () | ehemalig                                            | Eigenart (Alter, Größe), Naturgeschichtliche Bedeutung | Blattnummer: 391, Registernummer: B0837 |